# Joseph Lothar von Königsegg-Rothenfels

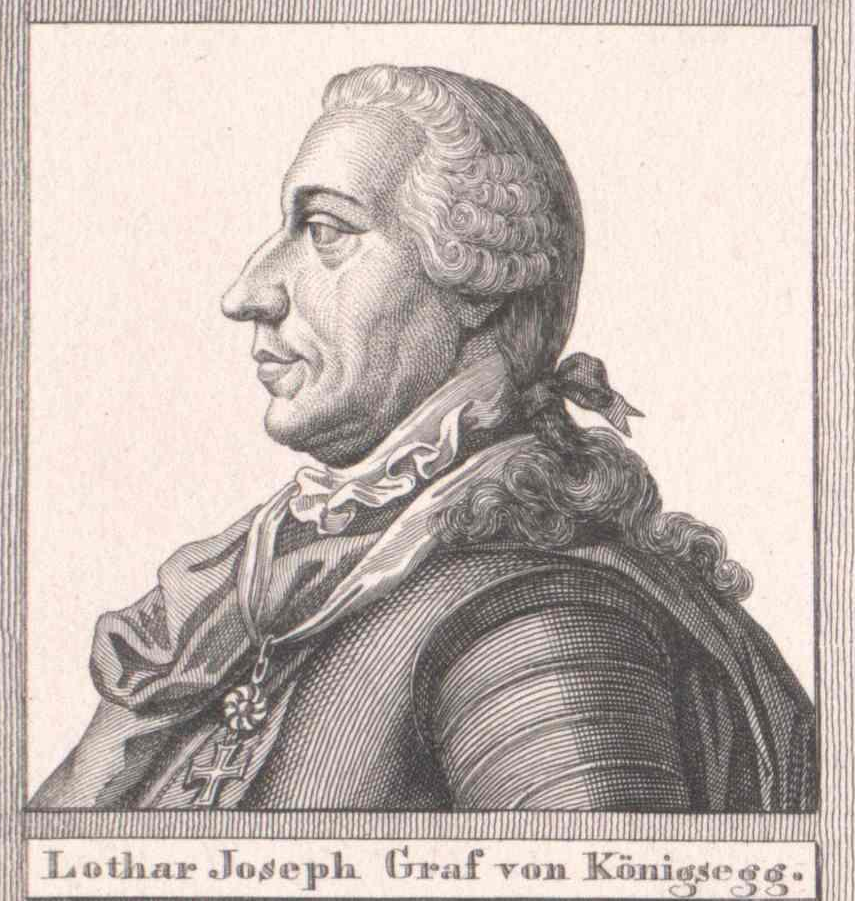
Joseph Lothar von Königsegg-Rothenfels

Joseph Lothar Dominik Graf von Königsegg-Rothenfels (auch Lothar Joseph; * 17. Mai 1673 in Wien; † 8. Dezember 1751 in Wien) war kaiserlicher Diplomat und Feldmarschall. Von 1736 bis 1738 war er Präsident des österreichischen Hofkriegsrates.

## Leben

### Frühe Zeit
Lothar war einer der jüngeren Söhne des Grafen Leopold Wilhelm von Königsegg-Rothenfels aus dessen erster Ehe mit Maria Polyxena, Gräfin Scherffenberg. Seine Eltern sahen deshalb für ihn die geistliche Laufbahn vor und schickten ihn auf die Schule der Jesuiten in Besançon. Später würde Lothar mit 16 Jahren Domherr in Salzburg und Passau. Danach sollte er als päpstlicher Kämmerer in Rom seine Ausbildung beenden. Da Lothar durch den geistlichen Beruf jedoch nicht erfüllt wurde, verließ er Rom und trat in die kaiserliche Armee ein, welche gerade in Ungarn im Krieg gegen die Türken stand.

### Militärische Karriere
Von 1691 bis 1699 diente er im Kürassier-Regiment „Hohenzollern“ im Krieg gegen die Türken. Anschließend machte er die Feldzüge des Spanischen Erbfolgekrieges (1701–1714) in Italien unter dem Kommando des Prinzen Eugen von Savoyen (1663–1736) mit. Am 5. Oktober 1702 wurde er zum Oberst ernannt und erhielt am 12. Januar 1703 ein eigenes Infanterieregiment. Am 13. Januar 1705 stieg er zum Generalfeldwachtmeister auf und kurze Zeit später erfolgte seine Ernennung zum Feldmarschallleutnant (11. April 1708). Während des Krieges diente er weiterhin in Italien, wobei er sich in der Schlacht von Turin (1706) auszeichnete und in der Folgezeit Kommandant der Festung Mantua blieb. Am Ende des Krieges spielte Graf Lothar eine wichtige Rolle in den diplomatischen Verhandlungen um einen Friedensschluss.
Im Jahr 1716 hatte er in Brüssel die Ehe mit Mademoiselle Marie-Thérèse de Lannoy (* 19. Dezember 1692; † 6. Juni 1750) geschlossen, sie war die Tochter des Belgischen François-Hyacinthe de Lannoy, 4e Graf von la Motterie und der Anne-Françoise de Gavre; diese Ehe war aber kinderlos geblieben.
Königsegg blieb von 1714 bis 1717 als Befehlshaber der österreichischen Truppen in den neu-erworbenen Österreichischen Niederlanden. Am 13. Mai 1716 erfolgte seine Beförderung zum Feldzeugmeister. Zwischen 1718 und 1722 folgten diplomatische Missionen in Paris, Dresden und Warschau. Ab 1722 führte Königsegg das Kommando in Siebenbürgen, wo er am 16. Oktober 1723 zum Feldmarschall ernannt wurde. Diese Tätigkeit war nur kurz denn schon kurz darauf wurde er wieder mit diplomatischen Missionen in Den Haag und Madrid betraut. Ab dem Jahre 1728 war Königsegg Vizepräsident des österreichischen Hofkriegsrates.

### Im Polnischen Erbfolgekrieg
Während des Polnischen Thronfolgekrieges (1733–1735/38) übernahm er im Juli 1734 als Nachfolger des verstorbenen Generals Mercy das Oberkommando in Norditalien. Zunächst operierte er defensiv gegen die französische und spanische Koalition und bestand Anfang September 1734 ein Vorhutgefecht bei Gardella günstig.
Da die kaiserliche Armee aber bereits ohne ausreichenden Nachschub beschloss Königsegg sein Lager zu räumen und den Gegner anzugreifen. Bei dieser Operation führte Friedrich Ludwig ein Korps von 10.000 Mann gegen die Ortschaft San Benedetto, wo König Karl Emanuel sein Hauptquartier hatte. In der Schlacht bei Quistello und Bondanello konnte er am 15. September die französisch-sardinische Armee überraschen und das gesamte Feldlager des Gegners erobern. Die französisch-sardinische Armee zog sich zurück um sich zu verstärken und schlug die Kaiserlichen am 19. September 1734 entscheidend in der Schlacht bei Guastalla. Im folgenden Jahr zogen sich die Kaiserlichen bis Tirol zurück, Königsegg legte dort den Oberbefehl nieder.

### Hofkriegsrat
Nach dem Tode des Prinzen Eugen von Savoyen wurde er 1736 zum Präsidenten des Hofkriegsrates. Im folgenden Russisch-Österreichischen Türkenkrieg (1735–1739) führte Königsegg im Jahre 1737 selbst den Oberbefehl. Da der Krieg jedoch für Österreich schlecht verlief, musste er bereits im folgenden Jahr von allen militärischen Ämtern zurücktreten.
Er erhielt das Oberhofmeisteramt bei der Kaiserin Elisabeth Christine, während sich seine politische Macht nur noch auf das Amt des Konferenzministers beschränkte. Damit war Königsegg recht gut „davongekommen“, denn einige führende österreichische Militärs waren wegen des Misserfolges im Türkenkrieg mit Festungshaft bestraft worden. Nach dem Machtantritt Maria Theresias im Jahre 1740 wurde der Graf zum Oberst-Land- und Hauszeugmeister ernannt. In dieser Funktion beteiligte er sich vor allem diplomatisch am Österreichischen Erbfolgekrieg (1740–1748). Er erarbeitete Feldzugspläne und leitete 1743 die Verhandlungen zum Abzug der französischen Armee aus Prag. Im Jahre 1744 war er kurzzeitig Kommandant von Wien, bevor er den Oberbefehl in den Österreichischen Niederlanden übernahm. In der Schlacht bei Fontenoy (11. Mai 1745) befehligte Königsegg ein österreichisches Korps. Nach einer dabei erlittenen Verwundung kehrte der Graf nach Wien zurück, wo er nur noch das Amt des Konferenzministers ausfüllte. Er starb dort am 8. Dezember 1751 kinderlos im Alter von 78 Jahren und wurde in der Franziskanerkirche St. Hieronymus beigesetzt.